# DN67
De DN67 (Drum Național 67 of Nationale weg 67) is een weg in Roemenië. Hij loopt van Drobeta-Turnu Severin via Motru, Târgu Jiu, Horezu, en Ocnele Mari naar Râmnicu Vâlcea. De weg is 197 kilometer lang. 